# 테디 (음악가)
테디(Teddy, 본명: 박홍준, 1978년 9월 14일 ~ )는 대한민국의 힙합 그룹 원타임의 리더, 메인래퍼이다. 어린 시절 미국으로 이민 가서 학창 시절을 보낸 후 고등학교 친구인 대니와 함께 YG 엔터테인먼트 오디션에 합격, 한국으로 오게 된다. 1998년 1월 발매된 지누션 1.5집의 수록곡 "이제 더 이상 "에 피처링한 것으로 처음 모습을 드러냈으며, 같은 해 11월 힙합 그룹 원타임의 멤버로 정식 데뷔하였다. 1999년 발매된 YG 패밀리의 첫 앨범 Famillenium의 수록곡 "1TYM Attack"부터 작사 작곡을 시작하였으며, 이듬해 발매된 원타임 2집부터는 그룹의 작사 작곡 프로듀서까지 맡게 된다. 원타임이 활동 중단을 한 2006년부터는 YG 엔터테인먼트의 대표 작곡가 프로듀서로 현재까지 활발히 활동하고 있다. 아울러 2013년에는 배우 한예슬과 열애를 했으나 2016년 결별했다.

## 학력
- 서울대곡초등학교 (졸업)
- 휘문중학교 (전학)
- Diamond Bar High School (졸업)
- 명지대학교 인문대학 영어영문학과 (학사)

## 참여 앨범

### 1TYM 앨범
1. One Time for Your Mind 1998년 11월
2. 2nd RoUnd 2000년 4월
3. Third Time Fo Yo' Mind!! 2001년 12월
4. Once N 4 All 2003년 11월
5. One Way 2005년 11월

### 랩, 작사, 작곡 및 프로듀싱
- 원타임의 One Love, Nasty, Make it Last, 어머니, HOT 뜨거, Without You, Cry(울고 싶어라), 니가 날 알어?, 어쩔겁니까?, 몇 번이나, 쾌지나 칭칭
- 지누션의 A-Yo, 전화번호
- 태빈 Tabu
- YG Family의 1TYM ATTACK, 멋쟁이신사
- Se7en의 열정, 2nite, 난 알아요 (편곡&피쳐링), Oh-No! (편곡&피쳐링), The One, 라 라 라, Girl Friend (Se7en과 작곡), Again, Better Together, I'm going crazy
- Masta Wu의 Do or Die, 이리와봐 (Masta Wu, Choice37과 작곡)
- YMGA의 Tell It To My Heart, Get Up, Scandal, WHAT
- H-유진의 SHORTY
- 빅뱅의 Always, Lady, 오.아.오, 붉은 노을, Remember, 롤리팝 Part2, Love Song (지드래곤과 작곡), Blue, Fantastic Baby, 사랑먼지 (지드래곤과 작곡), LOSER (지드래곤, T.O.P, 태양과 작곡), BAE BAE (지드래곤, T.O.P와 작사작곡), 뱅뱅뱅 (지드래곤, T.O.P와 작사, 지드래곤과 작곡), WE LIKE 2 PARTY (지드래곤, T.O.P, Kush와 작사, Kush, 서원진, 지드래곤과 작곡), 맨정신(지드래곤, T.O.P와 작사, Choice37, 지드래곤과 작곡), 쩔어 (지드래곤, T.O.P와 작사작곡), 우리 사랑하지 말아요(지드래곤과 작사작곡), 에라 모르겠다 (지드래곤, R. Tee와 작곡), 할렐루야 (KBS 아이리스 OST) (지드래곤, Kush와 작곡), 친구 (MBC 친구, 우리들의 전설 OST) (T.O.P와 작곡)
- 태양의 나만 바라봐, 기도, Where U At, Wedding Dress, Just a Feeling, I'll Be There, Superstar, Break Down, Move, 눈, 코, 입
- 지드래곤의 나만 바라봐 Part2 (지드래곤과 작사, Kush와 작곡), Gossip Man, The Leaders, 그XX (지드래곤과 작사, 지드래곤, 서원진과 작곡), 크레용 (지드래곤과 작사작곡), Black, 늴리리야 (Niliria) (Missy Elliott, 지드래곤과 작곡), 삐딱하게 (지드래곤과 작사작곡)
- T.O.P의 Turn It Up (T.O.P와 작곡)
- 엄정화의 D.I.S.C.O., DJ, D.I.S.C.O Part2
- 빅뱅 & 2NE1의 롤리팝
- 2NE1의 Fire, I Don't Care (Kush와 작사작곡편곡), In The Club (Kush와 작사작곡편곡), Pretty Boy, 날 따라 해봐요, Can't Nobody, Go Away, 내가 제일 잘 나가, UGLY (LYDIA PAEK과 작곡), Lonely (Kush와 작곡), Hate You, I Love you (LYDIA PAEK과 작곡), Falling In Love (Choice37과 작곡), Do You Love Me, 그리워해요, Come Back Home, 너 아님 안돼, 착한 여자 (Choice37과 작곡), Happy, Scream
- 산다라 박의 Kiss
- CL & 공민지의 Please Don't Go
- 거미의 남자라서
- GD & TOP의 High High, Oh Yeah (선우정아와 작곡)
- 박봄의 You and I, Don't Cry (LYDIA PAEK과 작곡)
- CL의 나쁜 기집애, 멘붕, Hello Bitches (CL, Danny Chung, Jean Baptiste와 작사, Jean Baptiste와 작곡)
- 이하이의 ROSE (송백경과 작곡), My Star (Kush와 작사작곡)
- 강승윤의 Wild and Young
- 형용돈종의 해볼라고 (지드래곤, Choice37과 작곡)
- 황태지의 맙소사 (지드래곤과 작사작곡)
- iKON의 지못미 (Kush, B.I, BOBBY와 작사, Kush와 작곡)
- 싸이의 Daddy (싸이, 유건형 외 공동 작사작곡)
- 블랙핑크의 휘파람, 붐바야, 불장난, STAY, 마지막처럼, 뚜두뚜두, Forever Young, Really, See U Later, Kill This Love, Don't Know What To Do, Kick It, 아니길, 뚜두뚜두(Remix), How You Like That, Ice Cream, Pretty Savage, Bet You Wanna, Lovesick Girls, Love To Hate Me, Crazy Over You
- 선미의 가시나, 주인공

### 피쳐링
- 지누션의 The Real - A-Yo, Hiphop Seoul-者, 힙合
- 지누션의 노라보세 - Microphone
- 양현석의 악마의 연기 - 널 버리지마
- 여명의 북경첨 - 월야월유기전일애
- 실버스푼의 Silver spoon - Game
- Digital Masta의 It's Been A Long Time Commin' - Sky's High Cloud's Low
- Perry의 Perry by Storm - Bounce
- 휘성의 It's Real - With Me
- 휘성의 For the Moment - Corea New School 제비 스딸
- 렉시의 Lexury - Let Me Dance, 빠져 나와
- 태빈의 Taebin of 1TYM - TaBu, 서로가 서로를
- Se7en의 일본 싱글 Style - The One
- Se7en의 24/7 - 난 알아요, Oh-No!
- 스토니 스컹크의 Stony Riddim - No More Rrouble
- 이효리의 Anyclub
- Masta Wu의 Masta Piece - Do or Die, 껌
- 태양의 Hot - 기도
- YMGA의 Made in R.O.K - What
- 지드래곤의 Heartbreaker - The Leaders
- 태양의 Solar - Move
- 2NE1 - Pretty Boy